# Петренко Володимир Оникійович
Петренко Володимир Оникійович (народ. 21 вересня 1947) — український політик. Народний депутат України I і III скликань. Член Державної комісії з цінних паперів та фондового ринку України (07.2004-07.2011). Заслужений юрист України.

## Життєпис
Народився 21 вересня 1947 року (село Нововолодимирівка, Новомиколаївський район, Запорізька область).

## Освіта
Закінчив Херсонський сільськогосподарський інститут (1965—1970), та отримав спеціальність — вчений агроном;
Закінчив Академію суспільних наук при ЦК КПРС (1982—1984), та отримав спеціальність політолог;
Закінчив Київський університет ім. Т.Шевченка, юридичний факультет (1996), та отримав спеціальність юрист.

## Кар'єра
У 1970 — плановик-економіст, колективного господарства імені Котовського, с. Веселий Гай Новомиколаївського району.
З 1970 — служба в армії.
З 1971 — бригадир рільничої бригади, агроном-ентомолог, колективного господарства ім. Котовського, с. Веселий Гай.
З 1972 — гол. агроном, голова правління, колективного господарства «Заповіт Ілліча» Новомиколаївського р-ну.
З 1979 по 1982 — депутат, голова виконкому, Новомиколаївська райрада народний депутат.
З 1982 — слухач, Академії суспільних наук при ЦК КПРС.
З 1984 — інструктор оргвідділу, Запорізького ОК КПУ.
З 1985 по 1990 — член РК, 1-й секретар, Приазовський РК КПУ.
З 1990 по 1994 — депутат, член виконкому, з 1990 — голова райради, 1-й заступник голови виконкому Приазовської райради.
З 1996 по 1998 — директор, ТОВ «V.P. Агроінтел»; ґенеральний директор, ЗАТ «Вікторія-РУС».
Член КПРС (з 1973), 1980-90 — член Запорізкої ОК КПУ.
З 1993 — член ЦК КПУ. 05.1994-03.95 — секретар, 03.1995-11.97 — член президії ЦК КПУ.

## Політична кар'єра
Член КПУ (з 1973); член Державної комісії з цінних паперів і фондового ринку (07.2004-07.11).
Народний депутат України 1 скликання з 03.1990 (1-й тур) до 04.1994, Приазовський виборчий округ № 195, Запорізька область Голова підкомісії з земельної реформи Комісії з питань АПК, секретар Комісії. Група «За соціальну справедливість».
Народний депутат України 3 скликання 03.1998-04.2002 від КПУ, № 57 в списку. На час виборів: генеральний директор ЗАТ «Вікторія-РУС» (м. Київ), член КПУ. Член фракції КПУ (05.1998-12.99), член фракції СелПУ (12.1999-02.2000), член фракції КПУ (з 02.2000); голова з питань зовнішньо екологічної діяльності та іноземних інвестицій Комітету з питань екологічної політики, управління народного госпорства, власності та інвестицій (з 07.1998).

## Нагороди
- Медаль «За трудову відзнаку» (1978).
- Заслужений юрист України (08.2011).

## Захоплення
Захоплюється Володимир садівництвом та подорожами.

## Сім'я
Батько — Оникій Гнатович (1911—1988), колгоспник
Мати — Марія Іванівна (1909—1974), колгоспниця;
Дружина — Олена Василівна (1951), вчений-зоотехнік;
Син —Ярослав Володимирович (1972), юрист;
Донька — Ірина Володимирівна (1976).